# Guba-Aufstand
Der Guba-Aufstand war ein Aufstand der Aserbaidschaner gegen die Besatzung durch die Rote Armee im Jahr 1920. Hamdulla Afandi Afandizadeh, Kachak Mail und der Armeeoffizier der Demokratischen Republik Aserbaidschan Afandiyev waren die Anführer des Aufstands, der etwa drei Wochen andauerte.
Aliheydar Garayev und Levan Gogoberidze wurden in die Region entsandt, um den Aufstand niederzuschlagen. Nach wochenlangen Auseinandersetzungen wurden die Rebellen besiegt. Während des Aufstands wurden viele Dörfer niedergebrannt und 400 bis 500 Bauern getötet.

## Ausbruch des Aufstands
Seit April 1920 hatte die Demokratische Republik Aserbaidschan aufgehört zu existieren und seit Mai stand Aserbaidschan unter der Kontrolle Sowjetrusslands. Am 23. August 1920 organisierten Bewohner des Dorfes Küzün im Bezirk Guba in Aserbaidschan einen bewaffneten Aufstand. Indem sie zwei Polizisten töteten, erklärten sie ihren Ungehorsam gegenüber der neuen Sowjetregierung. Um diesen Aufstand zu beenden, schickte das Bezirkskomitee eine Abteilung von 30 Kavalleristen und 15 Infanteristen des 4. Kavallerieregiments in das Dorf Küzün. Die Abteilung konnte den Aufstand jedoch nicht niederschlagen und erlitt schwere Verluste. Nur sechs Soldaten überlebten den Einsatz. Der Militärkommissar von Guba schickte weitere Truppen, darunter einen Maschinengewehrschützen, um die Sowjetmacht im Dorf Kuzun wiederherzustellen. Am 26. August kam es zu einer neuen Schlacht zwischen den Rebellen im Dorf Kuzun und den sowjetischen Streitkräften. Die Dorfbewohner leisteten erneut Widerstand.
Am 29. August 1920 kam es fünf Werst entfernt von Guba zu einer weiteren Schlacht zwischen sowjetischen Streitkräften und den Rebellen. Die sowjetischen Truppen traten mit einhundert Mann an und erlitten schwere Verluste. Bereits Ende August und Anfang September hatte sich eine bewaffnete Rebellengruppe gebildet. In der von Oberstleutnant Afandiyev von der Republikanischen Armee angeführten Gruppe befanden sich auch türkische Offiziere. Die Rebellen beschlagnahmten eine große Anzahl von Maschinengewehren und fünfläufigen Gewehren. Am 3. September 1920 um 7 Uhr morgens griffen die Rebellen die Region Dawatschi-Chatschmas an. Dort stießen sie mit der siebten Kavallerieabteilung zusammen. Nach einem erbitterten Kampf konnten die sowjetischen Kämpfer ihre Stellungen behaupten. Allerdings wurden vier von ihnen getötet und vier Lewis-Maschinengewehre erbeutet. Ein Panzerzug der Bolschewiki wurde in der Nähe von Chatschmas stationiert, was ihre Angriffschancen erhöhte. Allerdings befanden sich die Rebellen in Stellungen, die vom Artilleriefeuer des Zuges nicht erreicht werden konnten. Dem Geheimdienst zufolge bildeten die Einheimischen, die ebenfalls gegen das neue Regime waren, im Bahnhof Tscharchi eine bewaffnete Gruppe.
Eine der stärksten Gruppen in Guba wurde von Hamdulla Afandi Afandizadeh angeführt, einem ehemaligen Mitglied des Parlaments der Demokratischen Republik Aserbaidschan. Sattar Afandiyev, ein nationaler Armeeoffizier Shukur Bey, ein türkischer Offizier Ismail Ali Afandi und Shamsaddin Afandi, der Bruder von Hamdulla Afandi Afandizadeh, führten ebenfalls den Aufstand an.

## Niederschlagung des Aufstands
Diese für Sowjetrussland gefährlichen Aufstände wurden auf dem Plenum des Zentralkomitees der Kommunistischen Partei Aserbaidschans am 9. September 1920 debattiert. Das Plenum beschloss, Aliheydar Garayev und Levan Gogoberidze zu entsenden, um den Guba-Aufstand niederzuschlagen, und Gazanfar Musabayov zum Notfallkommissar des Distrikts Guba zu ernennen.
Am 11. September 1920 appellierte der Notfallkommissar des Bezirks, Gazanfar Musabayov, an die Bevölkerung von Guba. Der Aufruf enthielt Informationen über den Aufstand, der im Bezirk unter der Führung von Hamdulla Efendi und Kachak Mail stattfand, sowie über seine Niederschlagung. Um eine Eskalation des Aufstands zu verhindern, verkündete Musabajow im Namen der Sowjetregierung den Rebellen eine Amnestie und forderte die Militanten auf, ihre Waffen abzugeben. Er kündigte außerdem an, dass alle neuen Aufstandsversuche gegen die Sowjetregierung rücksichtslos unterdrückt würden. Auch Vertreter der Sowjetregierung in Guba und der 11. Armee appellierten an die Bevölkerung von Guba, Waffen zu sammeln und neue Aufstände zu verhindern. Der Appell rief die Bevölkerung auch dazu auf, der Propaganda gegen die bolschewistischen Kräfte keinen Glauben zu schenken, sich nicht den lokalen Beys und Khans anzuschließen, die gegen die Sowjetregierung Stellung bezogen, und ihre Waffen den Behörden zu übergeben.
Der Guba-Aufstand, an dem sich 5000 bis 6000 Menschen beteiligten, wurde im September brutal niedergeschlagen. 400 bis 500 Dorfbewohner wurden bei Operationen unter der Führung von Aliheydar Garayev und Levan Gogoberidze getötet. Einige Dörfer wurden durch Beschuss in Brand gesetzt. Hamdulla Efendi, der Anführer einer der größten bewaffneten Gruppen der Guba-Rebellen, die kaum unterdrückt werden konnte, zog sich in die Hochgebirgsdörfer an der Grenze zu Schemacha zurück. Die aufständischen Dörfer endeten unter bolschewistischer Kontrolle.